# Gor Minasyan
Gor Minasyan, född 25 oktober 1995, är en armeniskfödd tyngdlyftare som sedan 2022 representerar Bahrain.

## Karriär
Minasyan tog silver vid OS 2016. Han har tagit tre VM-silver och tre VM-brons.